# Blang Cirih
Blang Cirih is een bestuurslaag in het regentschap Bireuen van de provincie Atjeh, Indonesië. Blang Cirih telt 297 inwoners (volkstelling 2010).